# Loučná pod Klínovcem
Loučná pod Klínovcem (tyska: Böhmisch Wiesenthal) är en stad i Tjeckien. Den ligger i regionen Ústí nad Labem, i den västra delen av landet. Loučná pod Klínovcem ligger 865 meter över havet och antalet invånare är 114.